# Biblioteca Municipal d'Alfafar
La Biblioteca Municipal o Seu antiga del Sindicat Arrosser és un edifici d'Alfafar (Horta Sud) inscrit en l'inventari de patrimoni valencià com a Bé immoble de rellevància local.

## Descripció
L'accés principal té un saló noble de gairebé 200 metres quadrats amb decoració eclèctica i elements modernistes amb un fals sostre amb guix totalment restaurat. A la part posterior de l'edifici hi ha espais més petits en tres pisos i un disseny funcional. El més valuós de l'edifici és la façana, amb el gran saló i l'alçat de la façana composta amb arc de triomf, arc central amb diverses motllures i laterals formant finestres entre pilastres rematats per una cornisa.

## Història
L'edifici va ser construït per la societat Centre Agrícola d'Alfafar en uns terrenys on hi havia un edifici anterior al 1928 que es va destruir. L'Ajuntament va comprar l'edifici el 1989 i des de llavors el seu ús és de biblioteca municipal. A mitjans de la dècada del 2010 es va millorar el sistema de climatització i el mobiliari de l'espai. L'agost del 2018 van iniciar-se obres per un cost de 80.000 euros per fer diverses millores en aspectes de l'edifici com l'accessibilitat.